# Joseph de Pérès
Joseph Pierre Anne de Pérès est un homme politique français né le 16 novembre 1754 à Gimont (Gers) et mort le 31 octobre 1833 à Auch (Gers).

## Biographie
Engagé volontaire dans le régiment de Médoc en 1768, il devient sous-lieutenant en 1769, lieutenant en 1772, capitaine en 1784. En 1789, il est le colonel de garde nationale de Toulouse. Il émigre en 1791, puis revient en France en 1793, et est emprisonné. Il est député du Gers de 1807 à 1815. Il est fait chevalier d'Empire en 1810 puis baron en 1813.

## Sources
- « Joseph de Pérès », dans Adolphe Robert et Gaston Cougny, Dictionnaire des parlementaires français, Edgar Bourloton, 1889-1891 [détail de l’édition]